# Kenansville
Kenansville é uma cidade  localizada no estado norte-americano de Carolina do Norte, no Condado de Duplin.

## Demografia
Segundo o censo norte-americano de 2000, a sua população era de 1149 habitantes.
Em 2006, foi estimada uma população de 899, um decréscimo de 250 (-21.8%).

## Geografia
De acordo com o United States Census Bureau tem uma área de 4,9 km², dos quais 4,9 km² cobertos por terra e 0,0 km² cobertos por água. Kenansville localiza-se a aproximadamente 38 m acima do nível do mar.

## Localidades na vizinhança
O diagrama seguinte representa as localidades num raio de 20 km ao redor de Kenansville.